# 拉林站
拉林站，位于中华人民共和国黑龙江省哈尔滨市五常市拉林满族镇，是拉滨铁路上的火车站，建于1934年，由哈尔滨铁路局管辖。

## 車站周邊
- 吉黑高速公路
- 拉林客运站
- 拉林一中
- 五常市第二人民医院

## 歷史
- 建于1934年。

## 外部連結
- 中国铁路客户服务中心 （页面存档备份，存于）